# Pachythone erebia
Pachythone erebia is een vlindersoort uit de familie van de prachtvlinders (Riodinidae), onderfamilie Riodininae.
Pachythone erebia werd in 1868 beschreven door H. Bates.